# Duathathor-Henuttawy
Duathathor-Henuttawy, Henuttawy či Hentawwy "Uctívačka Hathor; Paní Obou zemí") byla staroegyptská princezna, která se později stala královnou.

## Rodina
|             |              |                     |
| \| \| \| \| |              |                     |
|             |              |                     |
| O10         | dwA · H8 · t | W10 · t · N17 · N17 |

| O10 | dwA · H8 · t | W10 · t · N17 · N17 |

|             |              |                     |
| \| \| \| \| |              |                     |
|             |              |                     |
| O10         | dwA · H8 · t | W10 · t · N17 · N17 |

| O10 | dwA · H8 · t | W10 · t · N17 · N17 |

|             |              |                     |
| \| \| \| \| |              |                     |
|             |              |                     |
| O10         | dwA · H8 · t | W10 · t · N17 · N17 |

| O10 | dwA · H8 · t | W10 · t · N17 · N17 |

|             |              |                     |
| \| \| \| \| |              |                     |
|             |              |                     |
| O10         | dwA · H8 · t | W10 · t · N17 · N17 |

| O10 | dwA · H8 · t | W10 · t · N17 · N17 |

Byla pravděpodobně dcerou Ramesse XI., posledního panovníka 20. dynastie a Tentamon. Její zařazení do královské rodiny konce 20. a počátku 21. dynastie není zcela jisté a otázka jejího původu není dosud uzavřena. Byla držitelkou několika titulů, včetně titulu "Královská dcera", "Královská manželka", "Královská matka", "Paní obou zemí", "Dcera velké královské manželky", "První ze zpěvaček Amona", "Matka velké královské manželky", "Matka nejvyššího kněze boha Amona" a "Matka generalisima". E. F. Wente se domníval, že byla dcerou Nesbanebdžeda a královny Tentamon (z 21. dynastie), manželkou Pinodžema I. a matkou Psusennese I. a jeho ženy Mutnodjmet, velekněze boha Amona Menkheperreho a Božské manželky Amona Maatkare. Kitchen vysvětloval všechny tituly tím, že v daném období žily dvě ženy tohoto jména. Wente ji uvádí jako ženu thébského Amonova velekněze Pinodžema I., který v podstatě vládl hornímu Egyptu a později si přisvojil titul faraona.
Její tituly pomáhají s identifikací, které z dětí Pinodžema I. byly i její. Jedním z nich byl Psusennes I., který se stal faraonem v Džanetu, a jeho žena Mutnedjmet. Dále šlo o dceru Maatkare, která se stala božskou manželkou Amona. Je také pravděpodobné, že byla matkou Henuttawy, která je vyobrazena po boku Maatkare a Mutnedjmety v Karnaku. Složitější je identifikovat velekněze, kterého zmiňuje jeden z jejích dalších titulů. Hned tři synové Pinodžema I. zastávali funkci Amonova velekněze, jmenovitě Masaharta, Djedkhonsuefankh a Menkheperre. Mohla být tedy matkou jedno či více z nich.

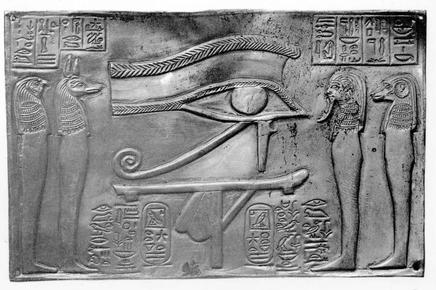
Zlatá destička z balzamovačova zářezu na těle královny Duathathor-Henuttawy nalezená ve skrýši DB320.

Niwiński se domníval, že Henuttawy byla dcerou Ramesse XI. a Tentamon. Dodson identifikoval dvě královny tohoto jména. Jedna byla manželkou Ramesse XI. a matkou Henuttawy. Její jméno je zmíněno v pohřebním papyru královny Henuttawy. Další královna jménem Tentamon byla pravděpodobně dcerou Ramesse XI. a sestrou Henuttawy, která se provdala za Nesbanebdžeda. Tato Tentamon je zmíněna v "Příběhu z Wenamonu", což je literární text napsaný ve starověké egyptštině hieratickým písmem.
Několikrát je zmiňována se jménem vepsaným do kartuše a titulem "královna" na předmětech pocházejících ještě z doby před nástupem jejího manžela na trůn. Konkrétně jde o kalich nalezený v Džanetu, překlad dveří a reliéf v chrámu boha Chonsu v Karnaku. Později je zmíněna na stále v Gebtu (dnešní Qift), v chrámu Mut v Karnaku a na několika dalších předmětech nalezených v hrobce jejího syna v Džanetu. Je také vyobrazena na fasádě chrámu boha Chonsu v Karnaku.

## Smrt a rodina

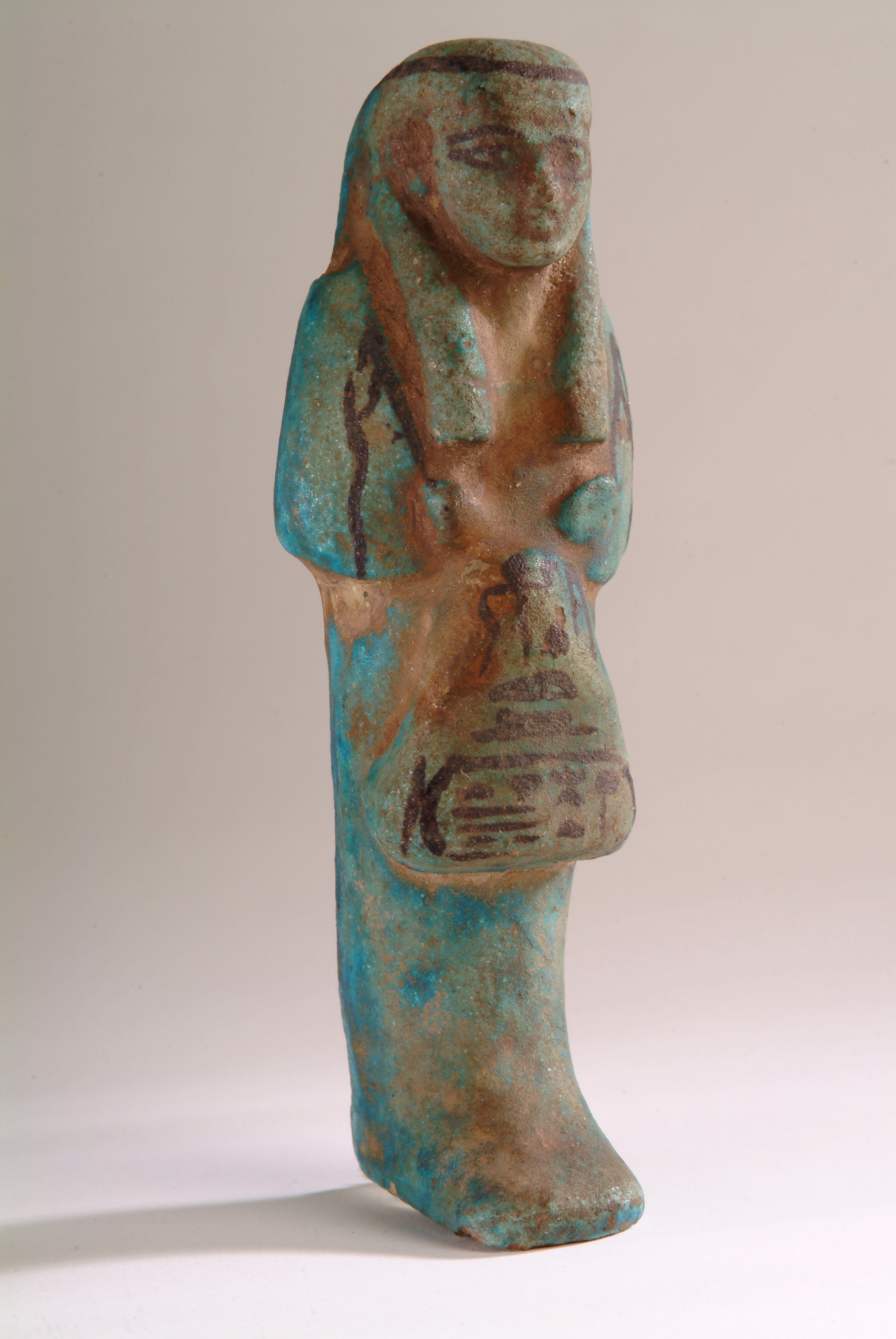
Vešebt z pohřební výbavy královny Henuttawy.

Její mumie a rakve byly nalezeny v tajné skrýši DB320 vedle několika dalších mumií z její rodiny. Původně byla pohřbena jinde, ale toto původní místo není dnes známé. Mumie byla nalezena v soustavě dvou dřevěných rakví, které musely být původně pokryty zlatem, ale tato vrstva se nedochovala. Nyní se nachází v Egyptském muzeum v Káhiře. Již dříve byla poškozena vykradači hrobů, kteří poškodili hrudní oblast, když se snažili získat skaraba umístěného v oblasti srdce. Její obličej byl také poškozen, Kvůli procesu mumifikace, kdy byla pod lidskou kůži vkládána lněná plátna, byl poškozen její obličej. Toto vkládání plátna pod kůži bylo běžnou praxí během 20. dynastie.
Auguste Mariette zakoupil dva velké pohřební papyrové svitky, o kterých si myslel, že patřily královně Henuttawy.